# Urngravar i Sverige

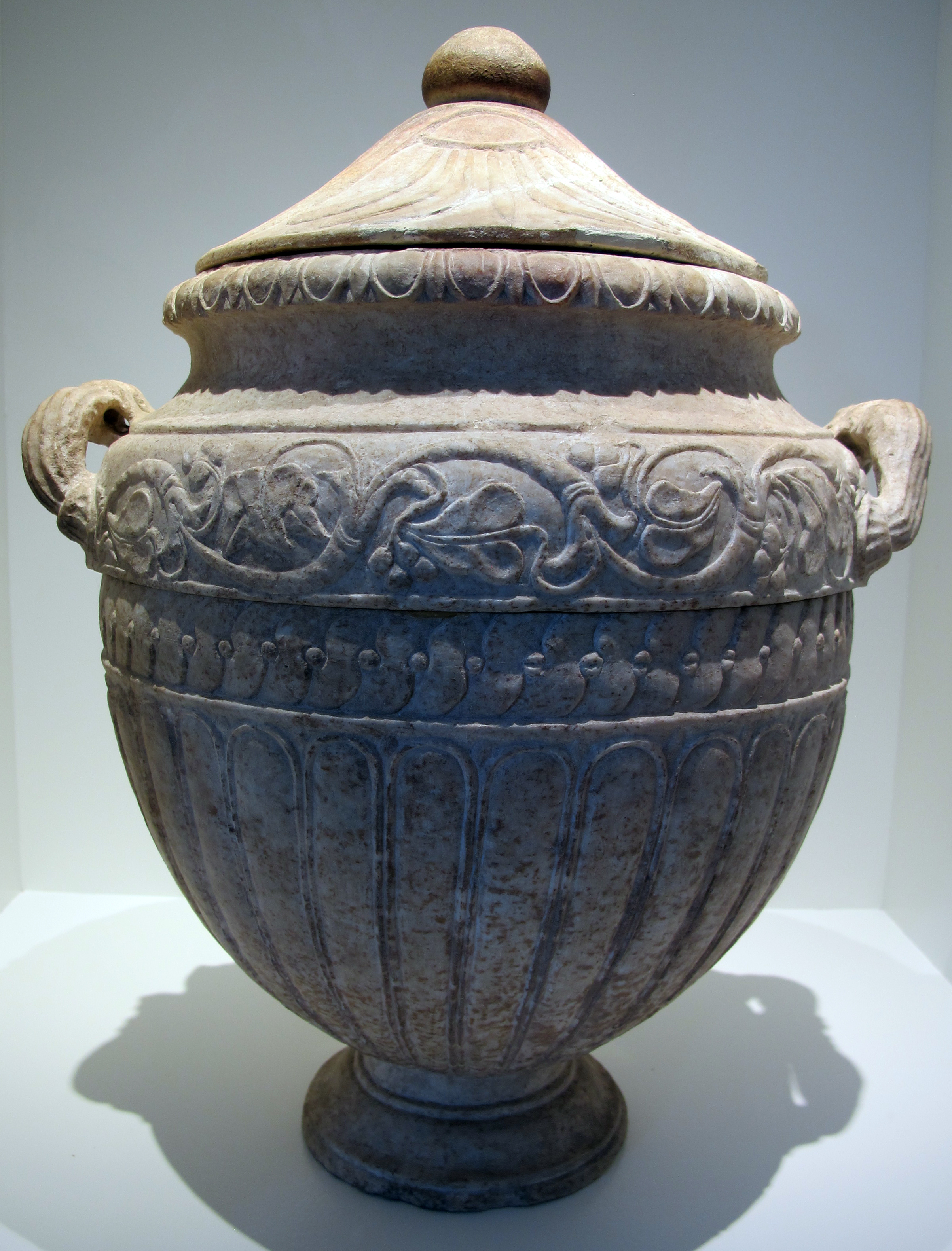
En gammal urna från romartiden finns nu på museum i Genève.

Urngrav i Sverige är en mindre grav som tillämpas efter kremering.
I en urngrav finns möjlighet att placera upp till åtta urnor. Det för att familjemedlemmar skall kunna begravas tillsammans. Urngravar finns på alla kyrkogårdar i Sverige. En urna får gravsättas på en redan befintlig familjegrav oavsett typ av begravningsplats. Det är tillåtet och tillhör vanligheterna att man har en gravsten vid en urngrav. Det är tillåtet att göra graven personlig och utsmycka den samt plantera blommor.

## Urnan
I huvudsak är urnor tillverkade av material som är lätt förgängligt det vill säga biologiskt nedbrytbart. Undantaget är vid kolumbarium och urnmur, där materialet skall vara beständigt. Det är tillåtet att tillverka sin egen urna, dock finns det rekommendationer att ta hänsyn till. En urna skall rymma minst fem liter, det för att minimera risken att all aska inte får plats. Storlekar som rekommenderas är för cylinderformad; innermått diameter 160mm, höjd 250mm.
För kvadratisk urna; bottenplatta 130x130mm, höjd 280mm. Vid urnsättning kan man välja  att kyrkvaktmästaren kommer ut med urnan och överlämnar den vid gravplatsen eller att detta sker inne i kyrkan eller kapellet. Kremeringen skall utföras inom en månad, urnsättningen inom ett år från dödsfallet. Det mest vanliga är att urnsättningen tar plats i en familjegrav, urngrav, minneslund eller en nisch i ett kolumbarium. Id-brickan som följer med kistan under kremeringen, följer med urnan för att vid behov kunna identifiera askan men även säkerställa att det är rätt stoft. Efter särskilt tillstånd från Länsstyrelsen kan man få sprida askan utanför kyrkogården, dit räknas naturområde såsom skog, åkrar, öppet landskap eller hav (minst 1000 meter från land).

## Kremering

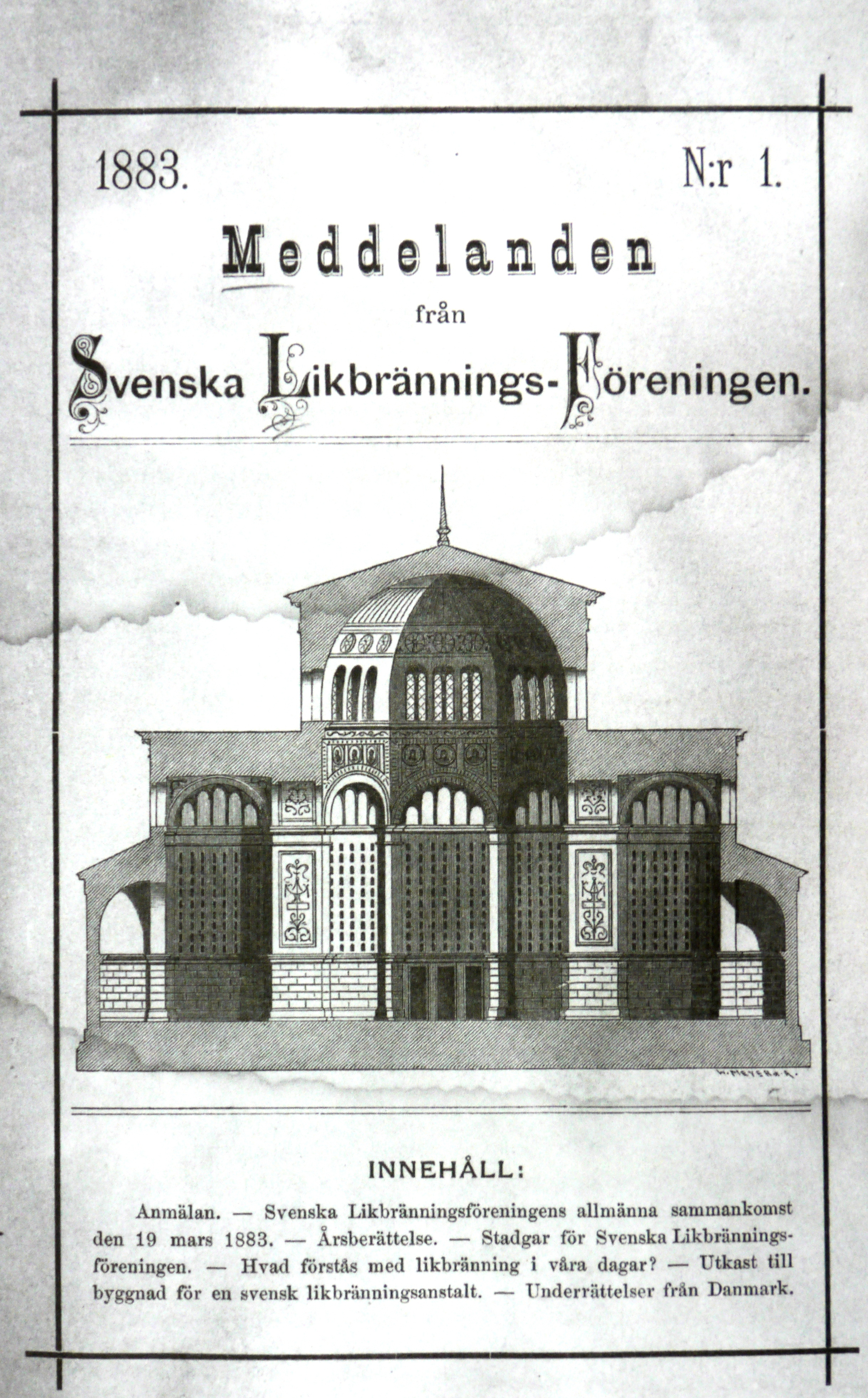
_{Första meddelandet från likbränningsföreningen 19 mars 1883.}

Även om kremering blev lagligt i Sverige redan på slutet av 1800-talet blev urnbegravningar och urngravar inte vanligt förrän mitten av 1900-talet. Ingenjör Per Lindell (1842-1902) tillsammans med  K. Lindroth, C. Wallis, som för övrigt var hygientekniker, och några andra startade den 31 maj 1882 "Likbränningsföreningen" som 1883 ombildades till "Svenska Likförbränningsföreningen". Första kremeringen i Sverige utfördes 15 oktober 1887 på den provisoriska likbränningsanstalten Hagalund, då stoftet av Ernst Kjellerstedt, verksam disponent på Gefle bryggeri brändes på Hagalunds anstalten. På ett juridiskt plan var då situationen kring kremeringen inte klarlagd. Först 1888 i december blev kremering lagligt i Sverige med förbehåll att obduktion skall ha utförts innan och den avlidne skall uttryckligen före sin bortgång önskat kremering. Med tiden blev regelverket kring kremering  enklare samtidigt som fler krematorium byggdes. Den första ickeprovisoriska likbränningsanstalten uppfördes 1909 av Sveriges Likbränningsförening detta med donationer från olika privatpersoner och företag. Gustaf Lindgren valdes till arkitekt för uppförandet av den anstalten. Under 1920-talet kompletterades den med ett Kolumbarium. Numer kallad Norra kapellet då det inte längre används som krematorieanstalt. 

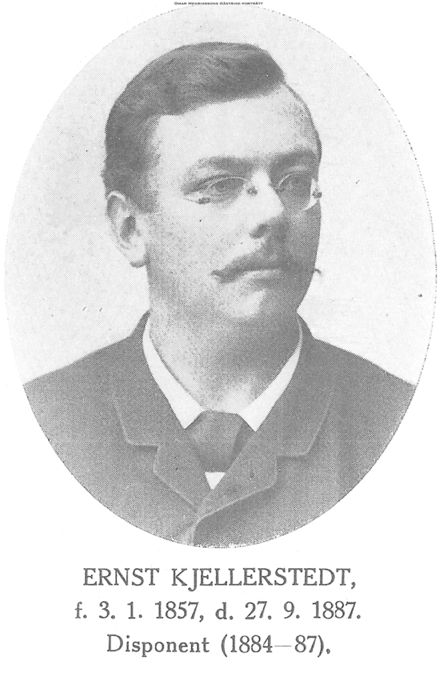
Ernst Leonard Kjellerstedt var först i Sverige att bli kremerad 1887, Kjellerstedt var aktiv i likbränningsföreningen och uppfann en kista med ett system som säkerställde att ingen blev levande begravd. Han kremerades i Stockholm men vilar i familjegraven i Gävle.

År 1929 byggdes fem nya anstalter. Under 1930-talet ingick likbränningsföreningen ett avtal med Svenska Kyrkan som då bekostade 18 nya anstalter. SKKF, Sveriges kyrkogårds- och krematorieförbund, tidigare Svenska eldbegängelseföreningen, är en opartisk och ideell branschorganisation för begravningsverksamheten i Sverige som fick sitt nuvarande namn 1983.

## Kremering idag
Det finns olika sorters ugnar, de mest förekommande i Sverige är en så kallad varmstarttyp  som drivs av brännolja. Kistan förs då först in och antänds när ugnen förvärmts till 730-800 grader. Fram till nyligen har maxbredden på en kista varit 80 cm. Man har i de nyare krematorieanstalterna breddat luckan på krematorieugnen så att kistan kan vara 100 cm. Detta till en följd av hur vårt levnadssätt ändrats och fetma blivit allt vanligare. Temperaturen i ugnen under förbränningsprocessen av kroppen (samt kistan) varierar mellan 700-1250°{\displaystyle {\ce {C}}}.  Det tar ungefär 80 minuter men tiden kan variera då det kan gå fortare att förbränna en stor kropp eftersom fettet under förbränningen ger en ökad temperatur vilket i sin tur minskar processtiden. Då det, tack vare, den höga temperaturen är en ren process behövs ingen sotning av anläggningen. Energin från de heta rökgaserna tas tillvara och skickas ut i fjärrvärmesystemet. En effektiv kremeringsugn klarar av att förbränna fyra till sex kistor om dagen, en modern anstalt klarar upp till 3 000 kistor per år. Efter förbränningen blir det ungefär tre till fem kilo kalcinerat skelett (calcine) kvar. Resterna rakas manuellt ner i en askberedare för att ta bort eventuella metallproteser. Askan, även kallad stoftet, som blir kvar är i kornstorleken 0,06-2,5 diameter och påminner om grus. Stoftet av den avlidne flyttas sedan över med hjälp av ett så kallat punktutsug i den urna som de anhöriga valt. 